# 松冈洋子 (配音员)
松冈洋子（1954年10月20日—）是日本的舞台女演员、声优。东京都出身，所属81 Produce事务所。代表作有鬼太郎<第四期>（鬼太郎）、闪电霹雳车（卡尔·里胥特·冯·兰德尔）、电童（出云银河）、ONE PIECE（アルビダ）和魔动王中的遥大地。

## 人物介绍

### 特色·经历
- 原本作为舞台女演员活动着，在为1977年的动画中的配音后开始了自己的声优事业，其中以充满活力的少年与妖艳成熟的女性居多，例如闪电霹雳车中的兰德尔，棋魂中的越智康介等。

- 除了动画之外，为海外电视剧《星际旅行：航海家号》中的凯瑟琳·珍妮薇这样的角色配音的活动也较多。

## 演出作品

### 电视动画
- 明日之星娜佳（薩比的母親）
- （文六）
- 美味大挑戰（賈魯夫人）
- 阿波罗之女（坦塔洛斯）
- （宇田宙介）
- 風之少女艾蜜莉（露絲·墨瑞·達頓）
- 萬花筒之星（雪莉兒·羅賓斯）
- 电童（出云银河）
- 机动战士高达（ミリー·ラトキエ）
- 金田一少年之事件簿（二神育子）
- 金肉人（キン肉小百合）
- 鬼太郎（动画）<第4期>（鬼太郎）
- 盖塔机器人 （早乙女げんき）
- 魔法少年贾修（パムーン）
- （自动步兵）
- 七人之奈奈（古都中校长）
- 城市獵人2（圭子）※第25·26话
- 森林王子 少年毛克利（阿克魯）
- 世界名作劇場系列
  - 佩琳物語（小孩子）
  - 紅髮安妮（蘿麗塔·布萊德里）
  - 湯姆索耶的冒險（查理·唐納休）
  - 崔普一家物語（韋納·馮·崔普、湯瑪斯）
  - 大草原上的小天使 灌叢嬰猴（米奇·比爾）
- 战国魔神豪将军（真田ケン太）
- （小豆丸、 ）

- （牛若丸）
- （孝）

- 超音战士（フェルミナ）
- 驱魔少年（フランカ）
- 數碼寶貝馴獸師（カーリー）
- 小戰士〈2作目〉（ゲスト多数）
- 飞天小女警Z（丈）
- 天保异闻 妖奇士（徳）
- （山野里实）
- 巴巴爸爸（バーバズー）
- 棋魂（越智康介）
- 美少女战士 (动画)

- 美少女战士（妖魔イグアーラ）
- 美少女战士S（オウソージ）
- 美少女戰士Crystal（美達利亞女王）

- 圣魔大战（クリスタル天子）
- 光之美少女（植田さんの妻）
- 闪电霹雳车（卡尔·里胥特·冯·兰德尔）
- 尋找滿月（英知的奶奶（老奶奶）） ※第41话
- 舞-乙HiME（瑪莉亞·葛雷斯柏特）
- 魔动王Granzort（遥大地）
- 漫畫猿飛佐助（猿飛佐助）
- （捨丸）
- 靈犬雪麗（瑪莉亞）
- 名偵探柯南（橘真夜、稻葉和代、柴田恭子、有澤悠子）
- （国宝憲二）
- 小魔女Doremi（魔女芭妮拉）
- 以柔克剛（香織、羽衣的妻子）
- ONE PIECE（亞爾麗塔アルビダ）※第1话初登场。
- UN-GO（佐佐糸路）

1980年
- 哆啦A夢（傑克 等）

1989年
- 超能力魔美（保母）

1995年
- 蠟筆小新（阿龍）

1998年
- 超速搖搖（瞬一的母親）

2013年
- 团地友夫（小松）

2017年
- 黑色推銷員NEW（優男的母親）

2019年
- 名侦探柯南（水谷明子）

### OVA
- 装甲骑兵（テイタニア·モンテウェルズ）
- （玄奘(变身前)）
- 闪电霹雳车系列（卡尔·里胥特·冯·兰德尔）
- 舞-乙HiME（マリア·グレイスバート）

- 舞-乙HiME Zwei]
- 舞-乙HiME 0·S.ifr·

- 魔动王Granzort OVA版（遥大地）

- 魔动王Granzort 最后的魔法大战
- 魔动王Granzort 冒险篇

### 剧场版
- 电影 光之美少女 Max Heart（スクエア）
- 鬼太郎<第4期>（鬼太郎）
鬼太郎 大海兽（鬼太郎）
（鬼太郎）
（鬼太郎）
- 哆啦A梦电影作品

- 大雄的日本诞生（ククル）
- 大雄与动物行星（ブタの少年）

- 美少女戰士Eternal（美達利亞女王）

### 游戏
- 鬼太郎（鬼太郎）
- 超级机器人大战系列

- 第2次超级机器人大战α（真田ケン太）
- 超级机器人大战MX（出云银河）
- 超级机器人大战MX 攜帶版（出云银河）

- 闪电霹雳车系列（卡尔·里胥特·冯·兰德尔）
- 棋魂2（越智康介）
- （越智康介）
- ONE PIECE系列（アルビダ）

### 配音
- 地心浩劫
- The Doctor
- 星际旅行：航海家号（凯瑟琳·珍妮薇舰长）
- 赫拉克勒斯（アルクメネ）
- 珍·玛波
- 僵尸小子系列（チビトラ）

### 舞台
- 安壽和廚子王（母）
- 杜子春（小兰）
- 梅泽剧团客演

### 写实
- （（2代目））

### Video
- NHK World

### 其他
- 日本放送协会

## 关联条目
- 日本配音员列表